# Oreneta del mar Roig
L'oreneta del mar Roig (Petrochelidon perdita) és una espècie d'ocell de la família dels hirundínids (Hirundinidae). És possiblement endèmica del Sudan. Només es coneix aquesta espècie a partir d'un sol exemplar, trobat el maig de 1984 al nord-est de Port Sudan, a l'Estat de la Mar Roja. L'hàbitat preferit de l'espècie és desconegut, però la seva morfologia és similar al grup d'espècies d'orenetes Petrochelidon. Les espècies d'aquest gènere prefereixen el camp obert (per exemple, pastures o zones muntanyoses), sovint prop de penya-segats i/o aigua i/o àrees habitades. El seu estat de conservació es considera desconegut per haver-hi dades insuficients.